# ويليام كير
ويليام كير (بالإنجليزية: William Kerr)‏ هو سياسي كندي، ولد في 27 فبراير 1836، وتوفي في 22 نوفمبر 1906. حزبياً، نشط في الحزب الليبرالي الكندي. وقد انتخب عضو مجلس الشيوخ الكندي وانتخب عضو مجلس العموم الكندي.